# Pommera
Pommera é uma comuna francesa na região administrativa de Altos da França, no departamento de Pas-de-Calais. Estende-se por uma área de 4,42 km². Em 2010 a comuna tinha 311 habitantes (densidade: 70,4 hab./km²).